# Knjiga obredov
Knjiga obredov, znana tudi kot Lidži (tradicionalno kitajsko 禮記, poenostavljeno kitajsko 礼记, pinjin Lǐjì) je zbirka besedil, ki opisujejo družbene oblike, upravo in ceremonialne obrede dinastije Džov, kot so jih razumeli v obdobju vojskujočih se držav in zgodnjih obdobjih Hana. Knjiga obredov, Obredi Džova (Zhōulǐ) in Knjiga bontona in obredov (Yílǐ) so kot celota znani  kot Trije Li (Sānlǐ). Tvorili so obredni (lǐ) del Petih klasikov, ki so bili jedro tradicionalnega konfucijanskega kanona. Vsak od Petih klasikov je zbirka del in ne eno samo besedilo. Kot osrednje besedilo konfucijanskega kanona je Knjiga obredov znana tudi kot Klasika obredov ali Lidžing. Nekateri učenjaki menijo, da je bil to izvirni naslov zbirke, preden ga je spremenil Daj Šeng.

## Vsebina
| ##    | Kitajsko | Pinjin         | Prevod                                        |
| ----- | -------- | -------------- | --------------------------------------------- |
| 01-02 | 曲禮上下 | Qūlǐ           | Povzetek pravil pristojnosti, zvezek 1 in 2   |
| 03-04 | 檀弓上下 | Tángōng        | Tangong, zvezek 1 in 2                        |
| 05    | 王制     | Wángzhì        | Kraljevi predpisi                             |
| 06    | 月令     | Yuèlìng        | Obravnave vlade v različnih mesecih           |
| 07    | 曾子問   | Zēngzǐ Wèn     | Dzengdzijeva vprašanja                        |
| 08    | 文王世子 | Wénwáng Shìzǐ  | Kralj Ven kot sin in naslednik                |
| 09    | 禮運     | Lǐyùn          | Prenos obredov                                |
| 10    | 禮器     | Lǐqì           | Izvedbe obredov                               |
| 11    | 郊特牲   | Jiāotèshēng    | Posamezna žrtev na žrtvovanju                 |
| 12    | 內則     | Nèizé          | Vzorec družine                                |
| 13    | 玉藻     | Yùzǎo          | Obeski iz žada na kraljevem pokrivalu         |
| 14    | 明堂位   | Míngtángwèi    | Mesta v Dvorani priznanj                      |
| 15    | 喪服小記 | Sāngfú Xiǎojì  | Manjše podrobnosti na žalni obleki            |
| 16    | 大傳     | Dàzhuàn        | Velika razprava                               |
| 17    | 少儀     | Shǎoyí         | Manjša pravila vedenja                        |
| 18    | 學記     | Xuéjì          | Zapis o predmetu izobraževanje                |
| 19    | 樂記     | Yuèjì          | Zapis o predmetu glasbe                       |
| 20-21 | 雜記上下 | Zájì           | Različni zapisi, zvezek 1 in 2                |
| 22    | 喪大記   | Sàng Dàjì      | Večji zapis o obredih žalovanja               |
| 23    | 祭法     | Jìfǎ           | Zakon žrtvovanja                              |
| 24    | 祭義     | Jìyì           | Pomen žrtvovanja                              |
| 25    | 祭統     | Jìtǒng         | Povzetek žrtvovanja                           |
| 26    | 經解     | Jīngjiě        | Različna učenja različnih kraljev             |
| 27    | 哀公問   | Āigōng Wèn     | Vprašanja vojvode Aja                         |
| 28    | 仲尼燕居 | Zhòngní Yànjū  | Džongni doma v miru                           |
| 29    | 孔子閒居 | Kǒngzǐ Xiánjū  | Konfucij doma v prostem času                  |
| 30    | 坊記     | Fāngjì         | Zapis o nasipih                               |
| 31    | 中庸     | Zhōngyōng      | Doktrina o pomenu                             |
| 32    | 表記     | Biǎojì         | Zapis na primeru                              |
| 33    | 緇衣     | Zīyī           | Črna oblačila                                 |
| 34    | 奔喪     | Běnsàng        | Pravila hitenja na žalne obrede               |
| 35    | 問喪     | Wènsāng        | Vprašanja o želnih obredih                    |
| 36    | 服問     | Fúwèn          | Vprašanja o žalnih oblačilih                  |
| 37    | 間傳     | Jiānzhuàn      | Razprava o pomožnih točkah v žalnih običajih  |
| 38    | 三年問   | Sānnián Wèn    | Vprašanja o triletnem žalovanju               |
| 39    | 深衣     | Shēnyī         | Dolgo oblačilo v enem kosu                    |
| 40    | 投壺     | Tóuhú          | Igra tovhu                                    |
| 41    | 儒行     | Rúxíng         | Ravnanje učenjaka                             |
| 42    | 大學     | Dàxué          | Veliko učenje                                 |
| 43    | 冠義     | Guānyì         | Pomen slovesnosti pokrivanja                  |
| 44    | 昏義     | Hūnyì          | Pomen slovesnosti poroke                      |
| 45    | 鄉飲酒義 | Xiāngyǐn Jiǔyì | Pomen popivanja v okrožjih                    |
| 46    | 射義     | Shèyì          | Pomen slovesnosti lokostrelstva               |
| 47    | 燕義     | Yànyì          | Pomen banketa                                 |
| 48    | 聘義     | Pìnyì          | Pomen izmenjave misij med različnimi dvori    |
| 49    | 喪服四制 | Sàngfú Sìzhì   | Štiri načela, na katerih temelji žalna obleka |